# Manis palaeojavanica
El pangolín gigante asiático (Manis palaeojavanica) es una especie extinta de pangolín (género Manis) originaria de Asia.
En 1926, E. Dubois describió los huesos de M. paleojavanica descubiertos en Java. Más tarde, Lord Medway excavó otro conjunto de huesos en las cuevas de Niah en Malasia. En 1960, D. A. Hoojier identificó estos huesos como los de una especie extinta. Usando la datación por carbono, se determinó que los huesos de las Cuevas Niah tenían entre 42 000 y 47 000 años.